# Paris-Camembert, résultats détaillés
Cette section devrait être déplacée dans l'article [[ Paris-Camembert, résultats détaillés sur Wikidata
]].
Pour plus d’informations, se reporter en page de discussion. ({{{date}}})
Cet article présente les résultats détaillés de la course cycliste Paris-Camembert (depuis 1992 seulement).

## Faits marquants
- 2005 : La 66e édition de la course s'est déroulée le 29 mars 2005, avec la présence du sextuple vainqueur du Tour de France, Lance Armstrong, qui finit en 24e position. La victoire revient à Laurent Brochard qui remporte la course pour la 3e fois après sa victoire de 2001 et 2003.

- 2006 : La course s'est déroulée le 18 avril 2006 sur une distance de 200 km et a été parcouru à une moyenne de vitesse de 43,067 km/h.

- 2007 : La course s'est déroulé le 17 avril 2007 sur une distance de 205 km. C'est le Français Sébastien Joly de la Française des jeux qui l'emporte après avoir participé à une échappée dès le 35e kilomètre et à une moyenne de 45,2 km/h.

- 2008 : La course s'est déroulée le 15 avril 2008 sur une distance de 205 km. C'est l'Espagnol Alejandro Valverde de la Caisse d'Épargne qui l'emporte au sprint.

| Rg. | Nom                  | Pays     | Temps           |
| --- | -------------------- | -------- | --------------- |
| 1er | Patrice Esnault      | France   | 5 h 20 min 17 s |
| 2e  | Maximilian Sciandri  | Italie   | + 1 min 17 s    |
| 3e  | Luc Leblanc          | France   | + 1 min 17 s    |
| 4e  | Atle Kvålsvoll       | Norvège  | + 1 min 17 s    |
| 5e  | Frank Van Den Abeele | Belgique | + 1 min 17 s    |
| 6e  | Marc Madiot          | France   | + 1 min 23 s    |
| 7e  | Fabian Jeker         | Suisse   | + 1 min 39 s    |
| 8e  | Patrick Evenepoel    | Belgique | + 1 min 43 s    |
| 9e  | Marc Bouillon        | Belgique | + 1 min 49 s    |
| 10e | Stéphane Hennebert   | Belgique | + 1 min 49 s    |

| Rg. | Nom                | Pays       | Temps           |
| --- | ------------------ | ---------- | --------------- |
| 1er | Oleg Kozlitine     | Kazakhstan | 5 h 05 min 15 s |
| 2e  | Andrew Hampsten    | États-Unis | + 0 s           |
| 3e  | Laurent Bezault    | France     | + 0 s           |
| 4e  | Laurent Brochard   | France     | + 3 s           |
| 5e  | Marcel Wüst        | Allemagne  | + 1 min 35 s    |
| 6e  | Norman Alvis       | États-Unis | + 2 min 01 s    |
| 7e  | Christophe Capelle | France     | + 2 min 54 s    |
| 8e  | Franck Pineau      | France     | + 2 min 54 s    |
| 9e  | Paul Popp          | Autriche   | + 4 min 02 s    |
| 10e | Steve Bauer        | Canada     | + 5 min 43 s    |

| Rg. | Nom                   | Pays      | Temps           |
| --- | --------------------- | --------- | --------------- |
| 1er | Armand de Las Cuevas  | France    | 6 h 12 min 40 s |
| 2e  | Charly Mottet         | France    | + 0 s           |
| 3e  | Laurent Brochard      | France    | + 46 s          |
| 4e  | Christophe Leroscouet | France    | + 46 s          |
| 5e  | Erwin Thijs           | Belgique  | + 46 s          |
| 6e  | Noël Szostek          | Belgique  | + 46 s          |
| 7e  | Ronan Pensec          | France    | + 46 s          |
| 8e  | Christophe Manin      | France    | + 46 s          |
| 9e  | Gilles Delion         | France    | + 46 s          |
| 10e | Thomas Fleischer      | Allemagne | + 46 s          |

| Rg. | Nom               | Pays     | Temps           |
| --- | ----------------- | -------- | --------------- |
| 1er | Andreï Tchmil     | Ukraine  | 5 h 43 min 22 s |
| 2e  | Laurent Brochard  | France   | + 0 s           |
| 3e  | Michel Vanhaecke  | Belgique | + 0 s           |
| 4e  | Christophe Mengin | France   | + 0 s           |
| 5e  | Thierry Marie     | France   | + 0 s           |
| 6e  | Cédric Vasseur    | France   | + 0 s           |
| 7e  | Pascal Hervé      | France   | + 0 s           |
| 8e  | Stéphane Goubert  | France   | + 0 s           |
| 9e  | Gilles Bouvard    | France   | + 29 s          |
| 10e | Bruno Cornillet   | France   | + 29 s          |

| Rg. | Nom                   | Pays   | Temps           |
| --- | --------------------- | ------ | --------------- |
| 1er | Adriano Baffi         | Italie | 5 h 03 min 44 s |
| 2e  | Didier Rous           | France | + 1 s           |
| 3e  | Federico Colonna      | Italie | + 46 s          |
| 4e  | Jean-Philippe Duracka | France | + 46 s          |
| 5e  | Gilles Talmant        | France | + 46 s          |
| 6e  | Sébastien Medan       | France | + 46 s          |
| 7e  | Laurent Lefèvre       | France | + 46 s          |
| 8e  | Jacky Durand          | France | + 46 s          |
| 9e  | Emmanuel Hubert       | France | + 46 s          |
| 10e | Christophe Rinero     | France | + 46 s          |

| Rg. | Nom                | Pays   | Temps           |
| --- | ------------------ | ------ | --------------- |
| 1er | Mauro Gianetti     | Suisse | 4 h 32 min 09 s |
| 2e  | Viatcheslav Ekimov | Russie | + 13 s          |
| 3e  | Pascal Hervé       | France | + 13 s          |
| 4e  | Pascal Lino        | France | + 15 s          |
| 5e  | François Simon     | France | + 31 s          |
| 6e  | Nicolas Jalabert   | France | + 31 s          |
| 7e  | Franck Bouyer      | France | + 31 s          |
| 8e  | Ludovic Auger      | France | + 31 s          |
| 9e  | Thierry Gouvenou   | France | + 31 s          |
| 10e | Charles Lamour     | France | + 31 s          |

| Rg. | Nom                    | Pays      | Temps           |
| --- | ---------------------- | --------- | --------------- |
| 1er | Pascal Lino            | France    | 5 h 12 min 30 s |
| 2e  | Arnaud Prétot          | France    | + 41 s          |
| 3e  | Rodolfo Massi          | Italie    | + 41 s          |
| 4e  | Jens Voigt             | Allemagne | + 41 s          |
| 5e  | Ramón González Arrieta | Espagne   | + 41 s          |
| 6e  | Cédric Vasseur         | France    | + 55 s          |
| 7e  | Stéphane Heulot        | France    | + 55 s          |
| 8e  | Peter Farazijn         | Belgique  | + 56 s          |
| 9e  | Anthony Morin          | France    | + 1 min 09 s    |
| 10e | Lars Michaelsen        | Danemark  | + 1 min 09 s    |

| Rg. | Nom                | Pays             | Temps           |
| --- | ------------------ | ---------------- | --------------- |
| 1er | Fabiano Fontanelli | Italie           | 5 h 30 min 14 s |
| 2e  | Max van Heeswijk   | Pays-Bas         | + 17 s          |
| 3e  | David Moncoutié    | France           | + 17 s          |
| 4e  | Laurent Roux       | France           | + 17 s          |
| 5e  | Raimondas Rumšas   | Lituanie         | + 17 s          |
| 6e  | Christopher Jenner | Nouvelle-Zélande | + 17 s          |
| 7e  | Flavio Zandarin    | Italie           | + 17 s          |
| 8e  | Biagio Conte       | Italie           | + 17 s          |
| 9e  | Daniele Contrini   | Italie           | + 17 s          |
| 10e | Andrej Hauptman    | Slovénie         | + 17 s          |

| Rg. | Nom               | Pays       | Temps           |
| --- | ----------------- | ---------- | --------------- |
| 1er | Didier Rous       | France     | 4 h 43 min 17 s |
| 2e  | Lance Armstrong   | États-Unis | + 6 s           |
| 3e  | Iker Flores       | Espagne    | + 6 s           |
| 4e  | Yvon Ledanois     | France     | + 6 s           |
| 5e  | Patrice Halgand   | France     | + 6 s           |
| 6e  | Benoît Salmon     | France     | + 6 s           |
| 7e  | Sergueï Ivanov    | Russie     | + 6 s           |
| 8e  | Unai Etxebarria   | Venezuela  | + 6 s           |
| 9e  | Haimar Zubeldia   | Espagne    | + 13 s          |
| 10e | Sébastien Hinault | France     | + 46 s          |

| Rg. | Nom                | Pays        | Temps           |
| --- | ------------------ | ----------- | --------------- |
| 1er | Laurent Brochard   | France      | 4 h 54 min 04 s |
| 2e  | David Millar       | Royaume-Uni | + 9 s           |
| 3e  | Scott Sunderland   | Australie   | + 9 s           |
| 4e  | Fabrizio Guidi     | Italie      | + 9 s           |
| 5e  | David Moncoutié    | France      | + 9 s           |
| 6e  | Guennadi Mikhailov | Russie      | + 9 s           |
| 7e  | Bradley McGee      | Australie   | + 9 s           |
| 8e  | Didier Rous        | France      | + 9 s           |
| 9e  | Stéphane Heulot    | France      | + 9 s           |
| 10e | Cédric Vasseur     | France      | + 9 s           |

| Rg. | Nom                  | Pays      | Temps           |
| --- | -------------------- | --------- | --------------- |
| 1er | Marcus Ljungqvist    | Suède     | 4 h 33 min 51 s |
| 2e  | Ludovic Turpin       | France    | + 0 s           |
| 3e  | Sandy Casar          | France    | + 0 s           |
| 4e  | Lennie Kristensen    | Danemark  | + 9 s           |
| 5e  | Christophe Agnolutto | France    | + 1 min 07 s    |
| 6e  | Tom Leaper           | Australie | + 1 min 07 s    |
| 7e  | Médéric Clain        | France    | + 1 min 10 s    |
| 8e  | Jonas Ljungblad      | Suède     | + 1 min 10 s    |
| 9e  | Daniele Righi        | Italie    | + 1 min 10 s    |
| 10e | Thierry Gouvenou     | France    | + 1 min 10 s    |

| Rg. | Nom              | Pays     | Temps           |
| --- | ---------------- | -------- | --------------- |
| 1er | Laurent Brochard | France   | 4 h 35 min 29 s |
| 2e  | Carlos Torrent   | Espagne  | + 38 s          |
| 3e  | Nicolas Vogondy  | France   | + 43 s          |
| 4e  | Sandy Casar      | France   | + 43 s          |
| 5e  | Franck Renier    | France   | + 43 s          |
| 6e  | Franck Pencolé   | France   | + 43 s          |
| 7e  | René Jørgensen   | Danemark | + 43 s          |
| 8e  | Luis Pasamontes  | Espagne  | + 43 s          |
| 9e  | Patrice Halgand  | France   | + 43 s          |
| 10e | Anthony Geslin   | France   | + 43 s          |

| Rg. | Nom                | Pays       | Temps           |
| --- | ------------------ | ---------- | --------------- |
| 1er | Franck Bouyer      | France     | 4 h 29 min 19 s |
| 2e  | Thomas Lövkvist    | Suède      | + 1 s           |
| 3e  | Johan Coenen       | Belgique   | + 20 s          |
| 4e  | Sandy Casar        | France     | + 20 s          |
| 5e  | Sylvain Chavanel   | France     | + 20 s          |
| 6e  | Andrey Kashechkin  | Kazakhstan | + 20 s          |
| 7e  | Laurent Brochard   | France     | + 20 s          |
| 8e  | Alexandre Bazhenov | Russie     | + 28 s          |
| 9e  | Pierrick Fédrigo   | France     | + 1 min 11 s    |
| 10e | Frédéric Finot     | France     | + 1 min 11 s    |

| Rg. | Nom               | Pays      | Temps           |
| --- | ----------------- | --------- | --------------- |
| 1er | Laurent Brochard  | France    | 4 h 45 min 25 s |
| 2e  | Brett Lancaster   | Australie | + 7 s           |
| 3e  | Sandy Casar       | France    | + 7 s           |
| 4e  | Vladimir Gusev    | Russie    | + 7 s           |
| 5e  | Lénaïc Olivier    | France    | + 7 s           |
| 6e  | Mikhaylo Khalilov | Ukraine   | + 7 s           |
| 7e  | Didier Rous       | France    | + 7 s           |
| 8e  | Anthony Geslin    | France    | + 7 s           |
| 9e  | Samuel Dumoulin   | France    | + 7 s           |
| 10e | Patrice Halgand   | France    | + 7 s           |

| Rg. | Nom                | Pays     | Temps           |
| --- | ------------------ | -------- | --------------- |
| 1er | Alejandro Valverde | Espagne  | 4 h 30 min 09 s |
| 2e  | Jérôme Pineau      | France   | + 0 s           |
| 3e  | Benoît Vaugrenard  | France   | + 0 s           |
| 4e  | Anthony Ravard     | France   | + 0 s           |
| 5e  | Alexandre Pichot   | France   | + 0 s           |
| 6e  | Jean-Eudes Demaret | France   | + 0 s           |
| 7e  | Yann Huguet        | France   | + 0 s           |
| 8e  | Nicolas Roche      | Irlande  | + 0 s           |
| 9e  | Pierre Rolland     | France   | + 0 s           |
| 10e | Jens Renders       | Belgique | + 0 s           |

| Rg. | Nom               | Pays     | Temps           |
| --- | ----------------- | -------- | --------------- |
| 1er | Jimmy Casper      | France   | 4 h 31 min 49 s |
| 2e  | Romain Feillu     | France   | + 0 s           |
| 3e  | Alexander Efimkin | Russie   | + 0 s           |
| 4e  | Marco Marcato     | Italie   | + 0 s           |
| 5e  | Leonardo Duque    | Colombie | + 0 s           |
| 6e  | Matteo Carrara    | Italie   | + 0 s           |
| 7e  | Julien Simon      | France   | + 0 s           |
| 8e  | Anthony Geslin    | France   | + 0 s           |
| 9e  | Lilian Jégou      | France   | + 0 s           |
| 10e | Benoît Vaugrenard | France   | + 0 s           |

| Rg. | Nom                | Pays     | Temps           |
| --- | ------------------ | -------- | --------------- |
| 1er | Sébastien Minard   | France   | 4 h 38 min 18 s |
| 2e  | Maxime Méderel     | France   | + 0 s           |
| 3e  | Laurent Mangel     | France   | + 24 s          |
| 4e  | Anthony Roux       | France   | + 24 s          |
| 5e  | Leonardo Duque     | Colombie | + 34 s          |
| 6e  | José Joaquín Rojas | Espagne  | + 34 s          |
| 7e  | Lilian Jégou       | France   | + 34 s          |
| 8e  | Freddy Bichot      | France   | + 34 s          |
| 9e  | Sep Vanmarcke      | Belgique | + 34 s          |
| 10e | Jean-Marc Bideau   | France   | + 34 s          |

| Rg. | Nom               | Pays    | Temps           |
| --- | ----------------- | ------- | --------------- |
| 1er | Sandy Casar       | France  | 5 h 08 min 28 s |
| 2e  | Romain Hardy      | France  | + 0 s           |
| 3e  | Julien Antomarchi | France  | + 0 s           |
| 4e  | Maxime Méderel    | France  | + 0 s           |
| 5e  | Pierrick Fédrigo  | France  | + 0 s           |
| 6e  | Sébastien Joly    | France  | + 4 s           |
| 7e  | Iker Camaño       | Espagne | + 4 s           |
| 8e  | Rémi Pauriol      | France  | + 4 s           |
| 9e  | Jonas Ljungblad   | Suède   | + 4 s           |
| 10e | Nicolas Roche     | Irlande | + 4 s           |

| Rg. | Nom                 | Pays     | Temps           |
| --- | ------------------- | -------- | --------------- |
| 1er | Pierre-Luc Périchon | France   | 4 h 47 min 34 s |
| 2e  | Cyril Bessy         | France   | + 0 s           |
| 3e  | Jean-Marc Bideau    | France   | + 0 s           |
| 4e  | Geoffroy Lequatre   | France   | + 6 s           |
| 5e  | Steven Caethoven    | Belgique | + 6 s           |
| 6e  | Stijn Neirynck      | Belgique | + 6 s           |
| 7e  | Anthony Charteau    | France   | + 6 s           |
| 8e  | Jean-Marc Marino    | France   | + 6 s           |
| 9e  | Evert Verbist       | Belgique | + 6 s           |
| 10e | Sébastien Minard    | France   | + 6 s           |

| Rg. | Nom               | Pays        | Temps           |
| --- | ----------------- | ----------- | --------------- |
| 1er | Pierrick Fédrigo  | France      | 4 h 53 min 35 s |
| 2e  | Sylvain Georges   | France      | + 0 s           |
| 3e  | Pierre Rolland    | France      | + 0 s           |
| 4e  | Julien Antomarchi | France      | + 0 s           |
| 5e  | Bryan Coquard     | France      | + 21 s          |
| 6e  | Anthony Geslin    | France      | + 21 s          |
| 7e  | Samuel Dumoulin   | France      | + 21 s          |
| 8e  | Julien El Fares   | France      | + 21 s          |
| 9e  | Thomas Moses      | Royaume-Uni | + 21 s          |
| 10e | Laurent Pichon    | France      | + 21 s          |

| Rg. | Nom               | Pays     | Temps           |
| --- | ----------------- | -------- | --------------- |
| 1er | Bryan Coquard     | France   | 4 h 41 min 56 s |
| 2e  | Samuel Dumoulin   | France   | + 0 s           |
| 3e  | Laurent Pichon    | France   | + 0 s           |
| 4e  | Romain Hardy      | France   | + 0 s           |
| 5e  | Anthony Roux      | France   | + 0 s           |
| 6e  | Julien Simon      | France   | + 0 s           |
| 7e  | Gerry Druyts      | Belgique | + 0 s           |
| 8e  | Sébastien Minard  | France   | + 0 s           |
| 9e  | Stéphane Rossetto | France   | + 0 s           |
| 10e | Romain Bardet     | France   | + 0 s           |

| Rg. | Nom                 | Pays     | Temps           |
| --- | ------------------- | -------- | --------------- |
| 1er | Julien Loubet       | France   | 4 h 51 min 46 s |
| 2e  | Pierrick Fédrigo    | France   | + 0 s           |
| 3e  | Samuel Dumoulin     | France   | + 9 s           |
| 4e  | Kévin Ledanois      | France   | + 9 s           |
| 5e  | Yukiya Arashiro     | Japon    | + 9 s           |
| 6e  | Maxime Renault      | France   | + 9 s           |
| 7e  | Kristian Sbaragli   | Italie   | + 9 s           |
| 8e  | Anthony Geslin      | France   | + 9 s           |
| 9e  | Sébastien Delfosse  | Belgique | + 9 s           |
| 10e | Evaldas Šiškevičius | Lituanie | + 9 s           |

| Rg. | Nom                 | Pays     | Temps           |
| --- | ------------------- | -------- | --------------- |
| 1er | Cyril Gautier       | France   | 5 h 16 min 33 s |
| 2e  | Anthony Delaplace   | France   | + 0 s           |
| 3e  | Romain Feillu       | France   | + 0 s           |
| 4e  | Samuel Dumoulin     | France   | + 0 s           |
| 5e  | Baptiste Planckaert | Belgique | + 0 s           |
| 6e  | Daniele Ratto       | Italie   | + 0 s           |
| 7e  | Leonardo Duque      | France   | + 0 s           |
| 8e  | Loïc Chetout        | France   | + 0 s           |
| 9e  | Quentin Pacher      | France   | + 0 s           |
| 10e | César Bihel         | France   | + 0 s           |

| Rg. | Nom             | Pays   | Temps           |
| --- | --------------- | ------ | --------------- |
| 1er | Nacer Bouhanni  | France | 4 h 43 min 46 s |
| 2e  | Samuel Dumoulin | France | + 0 s           |
| 3e  | Kévin Réza      | France | + 0 s           |
| 4e  | Armindo Fonseca | France | + 0 s           |
| 5e  | Romain Combaud  | France | + 0 s           |
| 6e  | Jérémy Leveau   | France | + 0 s           |
| 7e  | Laurent Pichon  | France | + 0 s           |
| 8e  | Damien Touzé    | France | + 0 s           |
| 9e  | Kévin Le Cunff  | France | + 0 s           |
| 10e | Luca Pacioni    | Italie | + 0 s           |

| Rg. | Nom                | Pays   | Temps           |
| --- | ------------------ | ------ | --------------- |
| 1er | Lilian Calmejane   | France | 4 h 53 min 17 s |
| 2e  | Valentin Madouas   | France | + 21 s          |
| 3e  | Andrea Vendrame    | Italie | + 21 s          |
| 4e  | Manuel Belletti    | Italie | + 38 s          |
| 5e  | Damien Touzé       | France | + 38 s          |
| 6e  | Davide Cimolai     | Italie | + 38 s          |
| 7e  | Matthieu Ladagnous | France | + 38 s          |
| 8e  | Lorrenzo Manzin    | France | + 38 s          |
| 9e  | Hugo Hofstetter    | France | + 38 s          |
| 10e | Laurent Pichon     | France | + 38 s          |

| Rg. | Nom                 | Pays       | Temps           |
| --- | ------------------- | ---------- | --------------- |
| 1er | Benoît Cosnefroy    | France     | 4 h 29 min 50 s |
| 2e  | Pierre-Luc Périchon | France     | + 3 s           |
| 3e  | Quentin Jauregui    | France     | + 5 s           |
| 4e  | Romain Hardy        | France     | + 5 s           |
| 5e  | Julien El Fares     | France     | + 5 s           |
| 6e  | Mathijs Paasschens  | Pays-Bas   | + 5 s           |
| 7e  | Jérôme Cousin       | France     | + 5 s           |
| 8e  | Kevin Geniets       | Luxembourg | + 5 s           |
| 9e  | Élie Gesbert        | France     | + 8 s           |
| 10e | Andrea Vendrame     | Italie     | + 37 s          |

| Rg. | Nom                    | Pays       | Temps           |
| --- | ---------------------- | ---------- | --------------- |
| 1er | Dorian Godon           | France     | 4 h 23 min 41 s |
| 2e  | Maurits Lammertink     | Pays-Bas   | + 0 s           |
| 3e  | Nacer Bouhanni         | France     | + 8 s           |
| 4e  | Andrea Vendrame        | Italie     | + 8 s           |
| 5e  | Eduard-Michael Grosu   | Roumanie   | + 8 s           |
| 6e  | Luca Mozzato           | Italie     | + 8 s           |
| 7e  | Viatcheslav Kouznetsov | Russie     | + 8 s           |
| 8e  | Anthony Maldonado      | France     | + 8 s           |
| 9e  | Axel Zingle            | France     | + 8 s           |
| 10e | Tom Wirtgen            | Luxembourg | + 8 s           |

| Rg. | Nom                 | Pays      | Temps           |
| --- | ------------------- | --------- | --------------- |
| 1er | Dorian Godon        | France    | 5 h 19 min 08 s |
| 2e  | Pierre-Luc Périchon | France    | + 0 s           |
| 3e  | Geoffrey Bouchard   | France    | + 46 s          |
| 4e  | Lars van den Berg   | Pays-Bas  | + 46 s          |
| 5e  | Lorrenzo Manzin     | France    | + 55 s          |
| 6e  | Gianni Vermeersch   | Belgique  | + 55 s          |
| 7e  | Amaury Capiot       | Belgique  | + 55 s          |
| 8e  | Greg Van Avermaet   | Belgique  | + 55 s          |
| 9e  | Franck Bonnamour    | France    | + 55 s          |
| 10e | Nathan Haas         | Australie | + 55 s          |

| Rg. | Nom                  | Pays     | Temps           |
| --- | -------------------- | -------- | --------------- |
| 1er | Anthony Delaplace    | France   | 5 h 12 min 01 s |
| 2e  | Valentin Ferron      | France   | + 4 s           |
| 3e  | Thibault Ferasse     | France   | + 14 s          |
| 4e  | Geoffrey Bouchard    | France   | + 14 s          |
| 5e  | Jimmy Janssens       | Belgique | + 14 s          |
| 6e  | Matîs Louvel         | France   | + 39 s          |
| 7e  | Edvald Boasson Hagen | Norvège  | + 39 s          |
| 8e  | Luca Mozzato         | Italie   | + 39 s          |
| 9e  | Damien Touzé         | France   | + 39 s          |
| 10e | Axel Zingle          | France   | + 39 s          |

| Rg. | Nom                     | Pays     | Temps           |
| --- | ----------------------- | -------- | --------------- |
| 1er | Valentin Ferron         | France   | 5 h 30 min 10 s |
| 2e  | Ewen Costiou            | France   | + 0 s           |
| 3e  | Fredrik Dversnes        | Norvège  | + 15 s          |
| 4e  | Valentin Madouas        | France   | + 15 s          |
| 5e  | Guillaume Martin        | France   | + 15 s          |
| 6e  | Xabier Mikel Azparren   | Espagne  | + 1 min 05 s    |
| 7e  | Élie Gesbert            | France   | + 1 min 05 s    |
| 8e  | Nicolas Prodhomme       | France   | + 1 min 19 s    |
| 9e  | Rasmus Søjberg Pedersen | Danemark | + 2 min 00 s    |
| 10e | Louis Barré             | France   | + 2 min 00 s    |

| \| Rg. \| Nom \| Pays \| Temps \| \| --- \| ------------------ \| -------- \| --------------- \| \| 1er \| Benoît Cosnefroy \| France \| 4 h 26 min 11 s \| \| 2e \| Clément Venturini \| France \| + 0 s \| \| 3e \| Alexandre Delettre \| France \| + 0 s \| \| 4e \| Martin Marcellusi \| Italie \| + 0 s \| \| 5e \| Fredrik Dversnes \| Norvège \| + 0 s \| \| 6e \| Guillaume Martin \| France \| + 0 s \| \| 7e \| Ewen Costiou \| France \| + 4 s \| \| 8e \| Joris Delbove \| France \| + 8 s \| \| 9e \| Rory Townsend \| Irlande \| + 14 s \| \| 10e \| Matyáš Kopecký \| Tchéquie \| + 14 s \| |                    |          |                 |
| Rg. | Nom                | Pays     | Temps           |
| 1er | Benoît Cosnefroy   | France   | 4 h 26 min 11 s |
| 2e | Clément Venturini  | France   | + 0 s           |
| 3e | Alexandre Delettre | France   | + 0 s           |
| 4e | Martin Marcellusi  | Italie   | + 0 s           |
| 5e | Fredrik Dversnes   | Norvège  | + 0 s           |
| 6e | Guillaume Martin   | France   | + 0 s           |
| 7e | Ewen Costiou       | France   | + 4 s           |
| 8e | Joris Delbove      | France   | + 8 s           |
| 9e | Rory Townsend      | Irlande  | + 14 s          |
| 10e | Matyáš Kopecký     | Tchéquie | + 14 s          |